# Tempo real decorrido
Tempo real decorrido, tempo de relógio de parede ou tempo de relógio é o tempo realmente decorrido entre o início e a finalização de um programa de computador. Em outras palavras, é a diferença entre a hora que uma tarefa foi finalizada e a hora que esta iniciou.
Logo, o tempo de relógio é diferente do tempo de CPU, que só mede o tempo que o processador está ativamente trabalhando em certa tarefa. A diferença entre os dois pode surgir através de fatores dependentes da arquitetura e tempo de execução, por exemplo: atrasos programados ou espera por recursos do sistema. Considere o exemplo de um programa matemático que informa que usou: "tempo de CPU 0m0,04s, tempo de relógio 6m6,01s". Isso quer dizer que enquanto o programa estava ativo por 6 minutos e 1 segundo, o processador gastou somente 4/100 de um segundo executando cálculos para o programa.
Por outro lado, programas sendo executados em paralelo em múltiplas unidades de processamento podem usar tempo de CPU muito além do tempo real decorrido. Já que na programação concorrente a definição do tempo decorrido importa, o conceito de medir o tempo decorrido em um relógio separado e independente é conveniente.
Outra definição de "tempo de relógio" é a medida do tempo por um relógio separado e independente ao invés de pelo relógio interno do sistema local, isto é: com consideração à diferença entre os dois.
"Tempo real" com sentido de "tempo de relógio" não deve ser confundido com computação de tempo real. 

## Em simulação
O termo tempo de relógio também tem ampla implementação na simulação computacional, para diferenciar entre: (1) o tempo da simulação (muitas vezes comprimido ou expandido) e (2) o tempo como decorre para o usuário da ferramenta de simulação.

## Referência
1. ↑  «Wall time». The Jargon File. Consultado em 10 de junho de 2011
2. ↑  «Manual NS-3»
3. ↑  «OMNeT++ Manual». Consultado em 11 de julho de 2017. Arquivado do original em 9 de maio de 2015
4. ↑  Nicol, John (Agosto de 2011). Fundamentals of Real-Time Distributed Simulation. [S.l.: s.n.] 57 páginas. ISBN 978-0986841408